# Höret die Stimme

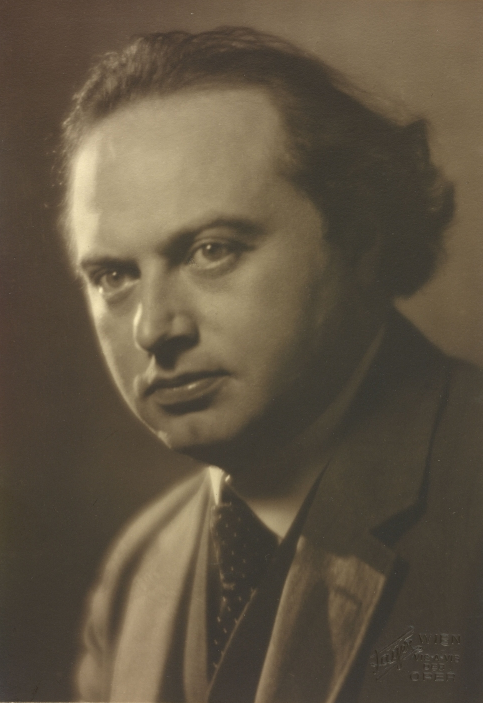
Franz Werfel (1927)

Höret die Stimme ist ein Roman des österreichischen Schriftstellers Franz Werfel, erstmals erschienen 1937. Er erzählt das Drama des Lebens des Propheten Jeremia, von seiner Berufung bis zum ägyptischen Exil. Die große Popularität blieb dem Roman im Zusammenhang mit dem Publikationsverbot des jüdischen Autors im Deutschen Reich versagt.

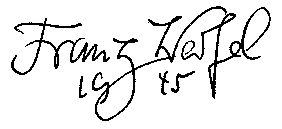
Unterschrift Werfels

## Entstehungsgeschichte
Werfel arbeitete 14 Monate lang täglich 12 Stunden am Jeremias-Roman. Damit widmete er sich kurze Zeit vor seiner eigenen Vertreibung intensiv dem Thema des jüdischen Exils. Die Hinwendung zu jüdischen Themen hatte Werfel im Musa-Dagh-Roman vorbereitet. In Höret die Stimme wird sie explizit.
1936 wurde Werfel in Deutschland pauschal verboten und auch in Österreich konnte der Roman nicht frei rezensiert werden. Entsprechend wurde der Jeremia-Roman kein Bestseller, „wie Werfel bis Sommer 1938 glaubte; 6.200 Exemplare waren zu diesem Zeitpunkt noch unverkauft.“

## Handlung
Der Kern des Romans ist durch eine zeitgenössische Rahmenhandlung eingefasst. In deren Mitte steht „der Autor Clayton Jeeves, Werfels Alter Ego. Beim Besuch des Tempels von Jerusalem erlebt er in einer neuerlichen Ekstase das Geschehen des Buches Jeremia nach.“
Der Stoff des Kernromans spielt im sechsten oder siebten Jahrhundert vor Christus. Die Berufung und das Drama der Person des Propheten Jeremia werden entwickelt und gipfeln in der Zerstörung des Tempels. Schließlich folgt der Prophet dem Rest des jüdischen Volkes in das freiwillige Exil nach Ägypten.

## Einordnung
Als einer von drei biographischen Romanen bleibt der Jeremia-Roman der am wenigsten wahrgenommene. Weder zum Zeitpunkt seiner Veröffentlichung noch in der späten Rezeption erlangte er größere Bekanntheit. Dennoch erkennt Wolfgang Paulsen Werfel hier „auf dem Höhepunkt seines Romanwerks“ angekommen. Peter Stephan Jungk zählt den Roman zum „Überzeugendsten, das Franz Werfel je geschrieben“ hat, während der Autor selbst es für das „gewichtigste und verzwickteste aller Bücher“ hält. Georg Fischer zufolge setzt der Roman „das biblische Buch äußerst getreu und einfühlend in eine stimmige, packende Erzählung um; er gehört zu den gelungensten Nachdichtungen biblischer Stoffe überhaupt.“
Werfels Werk ist zugleich ein biblischer Roman und „spirituelle Literatur in größter Dichte und Tiefe“. Es ist zugleich „das jüdischste Buch“ des Autors, so Jungk.